# Celebration (Succession)
«Celebration» es el episodio piloto de la serie de televisión satírica de comedia dramática Succession. Se emitió originalmente en HBO el 3 de junio de 2018. El episodio fue escrito por el creador de la serie Jesse Armstrong y dirigido por el productor ejecutivo Adam McKay.
El episodio presenta a la familia Roy, propietarios del conglomerado de medios ficticio Waystar RoyCo, y sigue sus relaciones y conflictos durante el 80° cumpleaños del patriarca de la familia, Logan Roy.

## Trama
Logan Roy (Brian Cox), el jefe patriarcal del conglomerado mundial de medios Waystar RoyCo, está a punto de celebrar su octogésimo cumpleaños. Sin embargo, su salud parece estar empeorando; se despierta en medio de la noche completamente desorientado y orina en la alfombra, siendo ayudado por Marcia (Hiam Abbass), su tercera esposa.
En la mañana, el segundo hijo mayor de Logan Kendall (Jeremy Strong) llega a las oficinas del conglomerado para intentar cerrar un acuerdo para adquirir la startup de medios Vaulter de su director ejecutivo Lawrence Yee (Rob Yang), pero Yee le expresa abiertamente su desprecio y le dice a Kendall que no tiene interés en vender. No obstante, decidido, Kendall cree que será anunciado como el heredero de la compañía en el cumpleaños de Logan.
Por otra parte, el sobrino nieto lejano de Logan, Greg Hirsch (Nicholas Braun) es despedido de su trabajo en uno de los parques temáticos de Waystar después de fumar marihuana y vomitar a través de su disfraz. Su madre Marianne le dice que vuele a Nueva York para el cumpleaños de Logan para que pueda pedir un mejor trabajo en la empresa. Mientras intenta salvar la adquisición de Vaulter, Kendall se sorprende al ver llegar a su padre a la oficina; Logan hace que Kendall firme algunos documentos aparentemente relacionados con el nombramiento de su hijo como director ejecutivo. Más tarde ese día, los Roy se reúnen en el apartamento de Logan para el almuerzo de su cumpleaños. Logan recibe regalos de su hijo mayor Connor (Alan Ruck), un excéntrico que no está involucrado en el negocio familiar; su tercer hijo, el mimado e inmaduro Roman (Kieran Culkin); su hija Siobhan "Shiv" (Sarah Snook), una consultora política; y su adulador novio Tom Wambsgans (Matthew Macfadyen). Greg se presenta a Logan, quien acepta darle un trabajo si su abuelo y hermano de Logan Ewan (James Cromwell) se acerca personalmente a Logan para preguntarle. Kendall llega e intenta reconciliarse con su exesposa Rava (Natalie Gold) y sus dos hijos, quienes se separaron debido al consumo de drogas de Kendall.
En un momento, Logan lleva a sus hijos aparte y los sorprende pidiéndoles que firmen documentos que le darán a Marcia dos puestos en la junta directiva de la empresa. Kendall protesta, pero Logan le dice que son los mismos documentos que Kendall ya firmó y que, de hecho, no renunciará y se mantendrá cono CEO de la compañía. Después del almuerzo, Logan decide llevar a la familia a su tradicional juego de softbol de cumpleaños. En el juego, Kendall ofrece a Roman y Shiv una contrapropuesta nombrándolo sucesor de Logan y nombrándolos a ambos codirectores de operaciones, pero inmediatamente lo rechazan. Roman acepta aprobar el plan original de su padre solo si es nombrado director de operaciones, en sustitución del antiguo adjunto de Logan Frank Vernon (Peter Friedman). Logan está de acuerdo y despide a Frank del juego. Kendall, resentido y aún molesto con la decisión, abandona el juego y llama a uno de sus contactos en los medios para difundir rumores públicos sobre la mala salud de Logan.Con un jugador menos, Roman lo reemplaza con el hijo del jardinero. Le ofrece al niño un millón de dólares si logra un jonrón e incluso escribe un cheque, solo para romperlo en la cara del niño una vez que Tom lo elimina. El asistente de Logan hace que la familia del jardinero firme un acuerdo de confidencialidad y le da el reloj Patek Philippe que Tom le regaló a Logan momentos antes.
Mientras vuelan de regreso a Manhattan, los otros hermanos Roy discuten con Logan sobre la participación de Marcia en el fideicomiso. Sin embargo, Logan sufre repentinamente un derrame cerebral hemorrágico, colapsa y es trasladado de urgencia al hospital. Kendall se entera de la condición de su padre solo después de concederle a Yee un importante paquete de efectivo, acciones y un puesto en la junta directiva para cerrar el trato. Yee amenaza con usar su nuevo poder para arruinar a Kendall y su familia ahora que Logan está fuera de escena.

## Producción

### Desarrollo

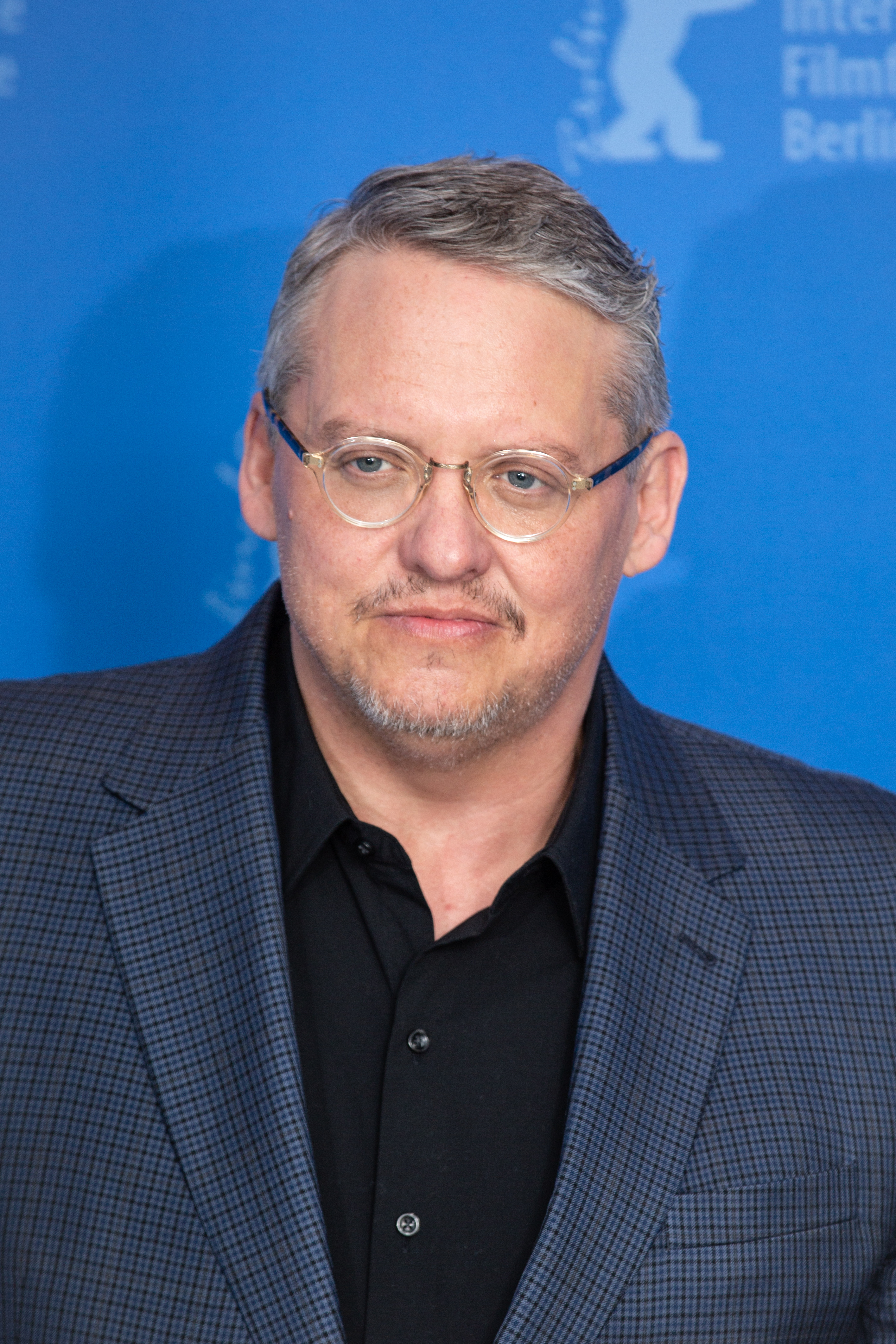
Adam McKay dirigió el episodio piloto.

"Celebration" fue escrita por el showrunner de Succession Jesse Armstrong y dirigida por el cineasta Adam McKay. Armstrong concibió inicialmente la serie como un largometraje sobre la familia Murdoch, pero el guion nunca llegó a producirse. Armstrong finalmente amplió el alcance de la historia para incluir el paisaje más amplio de Wall Street, que consideró más adecuado para un formato televisivo. Armstrong escribió un nuevo guion centrado en personajes originales inspirados libremente en varias familias mediáticas poderosas como los Murdoch, los Redstone y los Sulzberger.  El 6 de junio de 2016, se anunció que HBO había dado un pedido piloto a la producción. Los productores ejecutivos del piloto incluyen a Armstrong, McKay, Will Ferrell, Frank Rich y Kevin Messick.   

### Rodaje
El piloto fue filmado a finales de 2016.  El episodio, junto con el resto de la serie, se rodó en película de 35 mm con cámaras Arriflex 35.  La producción utilizó la Sociedad Histórica Irlandesa Estadounidense en la Quinta Avenida como ubicación para el apartamento de Logan, mientras que las escenas de los Roy partiendo en sus helicópteros se filmaron en el helipuerto del centro de Manhattan en el East River. Para las escenas que representan los interiores de las oficinas de Waystar RoyCo, el equipo utilizó las torres 4 y 7 del World Trade Center, mientras que para las tomas exteriores se utilizó el número 28 de Liberty Street. El diseñador de producción George DeTitta Jr. declaró que se inspiró directamente en las oficinas de los Murdoch para encontrar ubicaciones para las instalaciones de Waystar.  Adventureland en East Farmingdale, Nueva York, reemplazó al parque temático Waystar donde se ve a Greg trabajando por primera vez. 
Durante una mesa redonda para The Hollywood Reporter, McKay comentó que alentó la improvisación en el set mientras filmaba el episodio, algo con lo que muchos de los actores inicialmente se sintieron incómodos pero luego aceptaron. McKay notó que cada conversación durante el almuerzo de cumpleaños fue improvisada. McKay, que había trabajado previamente con el actor Jeremy Strong en The Big Short, le dio a Strong una toma para filmar la crisis nerviosa de Kendall en el baño, donde Kendall rompe varios objetos antes de limpiar el desorden él mismo. McKay declaró que era su secuencia favorita del episodio debido a la eficacia con la que encapsulaba el personaje de Kendall. 

## Recepción

### Calificaciones
Al momento de su emisión, el episodio fue visto por 0,582 millones de espectadores con una calificación de 0,15 entre 18 y 49 años. 

### Recepción de la crítica
"Celebration" recibió críticas generalmente positivas de los críticos, que elogiaron el guion, las actuaciones y el humor negro. Randall Colburn de The AV Club le dio al episodio una B, elogiando la forma en que la dirección de McKay reveló la naturaleza de cada personaje a lo largo del episodio. Colburn también elogió cómo la "estética gris y austera" de la serie y las "tragedias palpables" que afectan a sus personajes contrarrestan su "abundante" comedia.  Sean T. Collins de Decider se reservó elogios para la secuencia del juego de softbol, que muestra a Roman ofreciendo a un joven de clase trabajadora un cheque por $1 millón por hacer un jonrón, solo para romper el cheque frente al niño después de que pierde el juego. Collins destacó la escena en la que Logan felicita al niño después y comentó: "Me destrozó que este maníaco multimillonario pudiera sentarse y ver a su descendencia humillar ritualmente a un niño y pensar para sí mismo: 'Sé cómo hacer esto bien: felicitaré a este joven. por un trabajo bien hecho, y estará agradecido por mi nobleza obliga".  Jen Chaney de Vulture encontró el piloto menos convincente que el resto de la temporada, pero elogió al elenco, particularmente a Kieran Culkin por imbuir al personaje de Roman con "un sabelotodo arrogante que sería un desvío total en la vida real pero que es absolutamente delicioso verlo en televisión".  Chaney también elogió la escritura, comparando la serie con "una mezcla profana de Billions y Veep" y comparando los personajes tanto con los Murdoch como con los Bluth de Arrested Development. 